# U Sang-hjok
U Sang-hjok (korejsky 우상혁, anglická transkripce: Woo Sang-hyeok; * 23. dubna 1996 Tedžon) je jihokorejský výškař, dvojnásobný halový mistr světa a vicemistr světa pod širým nebem.
Na letních olympijských hrách 2020 v Tokiu výkonem 2,35 m vylepšil korejský rekord a skončil na celkovém 4. místě.

## Osobní rekordy

### Hala
- 2,36 m – 5. února 2022, Hustopeče

### Dráha
- 2,35 m – 4. srpna 2021, Tokio